# Kozłowo (rejon charowski)
Kozłowo (ros. Козлово) – wieś w Rosji, w rejonie charowskim obwodu wołogodzkiego. W 2002 r. liczyła 2 mieszkańców, a w 2010 r. była niezamieszkana.